# 헤더 (컴퓨팅)
정보기술에서 헤더(header)는 저장되거나 전송되는 데이터 블록의 맨앞에 위치한 보충 데이터를 가리킨다. 데이터 전송에서 헤더를 따르는 데이터는 페이로드(payload), 바디(body)로 불리기도 한다.
헤더 구성은 구문 분석을 위하여 뚜렷하고 모호하지 않은 규격이나 포맷을 따라야 한다.

## 예
- 전자 우편에서 텍스트 (바디)는 보내는 사람, 받는 사람, 제목, 보내는 시간표, 받는 시간표, 마지막 메일 전송 에이전트 등이 전제되어야 한다. (자세한 정보는 RFC 5322 참조)
- 인터넷을 통해 보내는 패킷인 데이터 (페이로드)는 보내는 사람과 받는 사람의 IP 주소, 페이로드의 포맷을 지배하는 통신 프로토콜 등의 형식을 갖춘 헤더 정보가 전제되어야 한다. 헤더의 포맷은 인터넷 프로토콜에 정의되어 있다.
- 무선 통신으로 보낸 데이터 패킷과 자기 디스크에 저장된 데이터의 섹터에서 일반적으로 헤더는 싱크워드(syncword)로 시작하여 받는 사람이 아날로그 진폭과 속도 변화에 순응하게 한다.
- 그림 파일 포맷에서 헤더는 그림의 크기, 해상도, 색의 수와 같은 정보를 제공할 수 있다. HTML 요소를 참조하라.
- 압축 파일 포맷에서 파일 헤더는 지문이나 서명을 제공하여 특정한 파일 포맷과 해당 소프트웨어 유틸리티를 동일시한다.
- 일부 프로그래밍 언어(이를테면 C, C++)에서 함수는 헤더 파일에 선언된다.

## 같이 보기
- 필드 (컴퓨터 과학)